# Woodsia meyerwaardeni
Woodsia meyerwaardeni és una espècie de peix pertanyent a la família Phosichthyidae.

## Descripció
- Pot arribar a fer 10 cm de llargària màxima.
- 10-11 radis tous a l'aleta dorsal i 14-16 a l'anal.
- Aleta dorsal adiposa.
- És més o menys de color negrós amb l'opercle rogenc.[5][6]

## Hàbitat
És un peix marí i batipelàgic que viu entre 0-1.100 m de fondària.

## Distribució geogràfica
Es troba a l'Atlàntic sud (37° 08′ S, 5° 23′ E) i el Pacífic sud-occidental (Nova Zelanda).

## Observacions
És inofensiu per als humans.